# Модест, Энтони
Энтони Бенедикт Модест (англ. Anthony Benedict Modeste; 30 августа 1975, Сент-Джорджес, Гренада) — гренадский футболист и тренер.

## Биография
Воспитанник гренадской школы для мальчиков. Начинал свою карьеру на родине, но затем переехал на Ямайку, где Модест долгое время играл в ведущем клубе страны — «Портмор Юнайтед». Завершал свою карьеру дома. За свой последнюю команду играл до 44 лет.
Еще будучи футболистом, Модест начал тренерскую карьеру. В 2008-09 гг. он являлся играющим наставником сборной Гренады. Параллельно он продолжал играть за национальную команду, приняв с ней участие в двух Золотых кубках КОНКАКАФ в качестве ее капитана.
Также он руководил местными командами. Долгие годы входил в штаб национальной команды. В 2025 году перед товарищеским матчем сборной Гренады с Россией стало известно, что Энтони Модест вновь вернулся на пост главного тренера «острых парней».

## Достижения

### Национальные
- Чемпион Ямайки (3): 2002-03, 2004-05, 2007-08.
- Обладатель Кубка Ямайки (3): 2003, 2005, 2007.

### Международные
- Победитель Клубного чемпионата Карибского футбольного союза (1): 2005.
- Финалист Карибского кубка (1): 2008.

## Семья
Младший брат Патрик (род. 1976) также был футболистом. Он выступал за клуб «Куинз Парк Рейнджерс» (Сент-Джорджес) и играл за сборную Гренады.